# Tillandsia sigmoidea
Tillandsia sigmoidea es una especie de planta epífita dentro del género  Tillandsia, perteneciente a la  familia de las bromeliáceas. Es originaria de Colombia.

## Taxonomía
Tillandsia sigmoidea fue descrita por Lyman Bradford Smith y publicado en Contributions from the United States National Herbarium 29(10): 440, f. 44 e–g. 1951.
Etimología
Tillandsia: nombre genérico que fue nombrado por Carlos Linneo en 1738 en honor al médico y botánico finlandés Dr. Elias Tillandz (originalmente Tillander) (1640-1693).
sigmoidea: epíteto